# Prix Jacques-de-Fouchier
Le prix Jacques-de-Fouchier, de la fondation du même nom, est un grand prix de l'Académie française annuel, créé en 1998 et « destiné à un ouvrage ou une œuvre remarquable par son sujet, sa composition, son style, et dont l’auteur n’appartient pas aux professions littéraires ».
Jacques de Fouchier (18 juin 1911, Le Pecq - mars 1997) est un haut fonctionnaire et banquier français.

## Liste des lauréats

### Années 1990
- 1998 : Raymond Barre pour l'ensemble de ses ouvrages
- 1999 : François-Bernard Michel pour l'ensemble de son œuvre

### Années 2000
- 2000 : Yves Guéna pour Le Baron Louis : 1755-1837
- 2001 : Léon de Rosen (1912-....) pour Une captivité singulière. À Metz sous l’Occupation allemande
- 2002 : Jacques Boncompain pour La Révolution des auteurs. Naissance de la propriété intellectuelle
- 2003 : Charles-Henry de Pirey (1928-....) pour La Route morte, RC 4-1950
- 2004 : Pierre Louis Blanc pour Valise diplomatique
- 2005 : Marc Desportes pour Paysages en mouvement
- 2006 : Paul Belaiche-Daninos pour Les Soixante-seize jours de Marie-Antoinette à la Conciergerie
- 2007 : William Ritchey Newton (1945-....) pour La Petite Cour. Services et serviteurs à la Cour de Versailles au XVIIIe siècle
- 2008 : Paul-Henri Bourrelier pour La Revue blanche. Une génération dans l’engagement (1890-1905)
- 2009 : Alain Dejammet pour Paul-Louis Courier

### Années 2010
- 2010 : Guillaume de Fonclare pour Dans ma peau
- 2011 : Francis Hallé pour Essais de botaniste
- 2012 : Raoul Tubiana (1915-2013) pour Entre tes mains
- 2013 : Patrick Clervoy pour Dix semaines à Kaboul. Chroniques d’un médecin militaire
- 2014 : Pierre-Yves Leprince pour Les Enquêtes de Monsieur Proust
- 2015 : Rémy Butler pour Réflexion sur la question architecturale
- 2016 : Vincent Desportes pour La Dernière Bataille de France. Lettre aux Français qui croient encore être défendus
- 2017 : Dominique Cordellier pour Le Peintre disgracié
- 2018 : Guy Saigne (1944-....) pour Léon Bonnat. Le portraitiste de la IIIe République
- 2019 : Claude Martin pour La diplomatie n’est pas un dîner de gala. Mémoires d'un ambassadeur

### Années 2020
- 2020 : Claude Blanchemaison pour Vivre avec Poutine
- 2021 : Alain Schnapp pour Une histoire universelle des ruines. Des origines aux Lumières
- 2022 : Raphaël Gaillard pour Un coup de hache dans la tête
- 2023 : Guillaume Martin pour La Société du peloton. Philosophie de l’individu dans le groupe
- 2024 : François Lecointre pour Entre guerres